# Viadana abbreviata
Viadana abbreviata  (лат.) — вид кузнечиков из подсемейства Phaneropterinae. Южная Америка: Боливия. 

## Описание
Кузнечики среднего размера (длина тела около 2 см, крылья до 3 см, надкрылья 22 мм, заднее бедро 12,5 мм). Основная окраска зелёная с желтовато-белыми и красновато-коричневыми отметинами. Головной рострум узкий; передняя часть его верхнего бугорка узкая и довольно короткая (не проецируется вперед по отношению к ее нижнему бугорку). Переднеспинка имеет короткие боковые лопасти.

## Систематика и этимология
Вид включён в состав подрода Arcuadana Gorochov & Cadena-Castañeda, 2015.
Впервые был описан в 2015 году российским энтомологом Андреем Васильевичем Гроховым (Зоологический институт РАН, Санкт-Петербург) совместно с колумбийским биологом Оскаром Кадена-Кастаньедой (Oscar J. Cadena-Castañeda; Universidad Distrital Francisco José de Caldas, Богота, Колумбия).
Видовое название V. abbreviata происходит от латинского слова «abbreviata» (укороченный), указывающего на характерный признак строения надкрылий.